# بات إروين
بات إروين (بالإنجليزية: Pat Irwin)‏ هو عازف ساكسفون وملحن أمريكي، ولد في 17 مايو 1955.

## وصلات خارجية
- الموقع الرسمي
- بات إروين على موقع IMDb (الإنجليزية)
- بات إروين على موقع ميوزك برينز (الإنجليزية)
- بات إروين على موقع أول موفي (الإنجليزية)
- بات إروين على موقع أول ميوزيك (الإنجليزية)
- بات إروين على موقع ديسكوغز (الإنجليزية)
- بات إروين على موقع قاعدة بيانات الفيلم (الإنجليزية)